# Пасмур, Анна Васильевна
Анна Васильевна Пасмур (укр. Ганна Василівна Пасмур; в замужестве Тесленко; 9 марта 1911 — 16 января 1999) — украинская советская деятельница сельского хозяйства, звеньевая совхоза «Красная Волна» в Великобурлукском районе Харьковской области. Герой Социалистического Труда.

## Биография
Анна Пасмур родилась 9 марта 1911 года на территории современной Харьковской области в украинской крестьянской семье. Получила начальное образование, в 1934 году начала работать в совхозе «Красная Волна» в послевоенные годы занималась восстановлением хозяйства. Позже она возглавила полеводческое звено по выращиванию зерновых культур. Исследователь А. П. Дикань отмечал, что Пасмур активно привлекала передовые методы агротехники, в частности использовала органические и химические удобрения. В 1947 году совхоз собрал рекордное количество зерновых культур, в частности звено Пасмур собрало 32,4 центнера озимой пшеницы с гектара на общей площади в 25 гектар или по другим сведениям 23,4 центнера на 20 гектарах. За что Президиум Верховного Совета СССР указом от 13 марта 1948 года удостоил Анну Пасмур звание Героя Социалистического Труда с вручением ордена Ленина и медали «Серп и Молот». Кроме неё, звание героя получили ещё восемь работников «Красной Волны», это директор совхоза Александр Майборода, руководитель 1-го отдела совхоза Филипп Куценко и звеньевые: Мария Губина, Варвара Житник, Екатерина Колесник, Татьяна Лідовська, Пелагея Олейник и Варвара Сиренко.
Жила в селе Зеленый Гай Великобурлукского района, где вышла замуж и взяла фамилию Тесленко. Умерла Анна Тесленко 16 января 1999 года.

## Награды
- Герой Социалистического Труда (13.03.1948)[1]
- орден Ленина (13.03.1948)[1]
- медаль «Серп и Молот» (13.03.1948)[1]
- медали[1]